# 秋田県立美術館 平野政吉コレクション

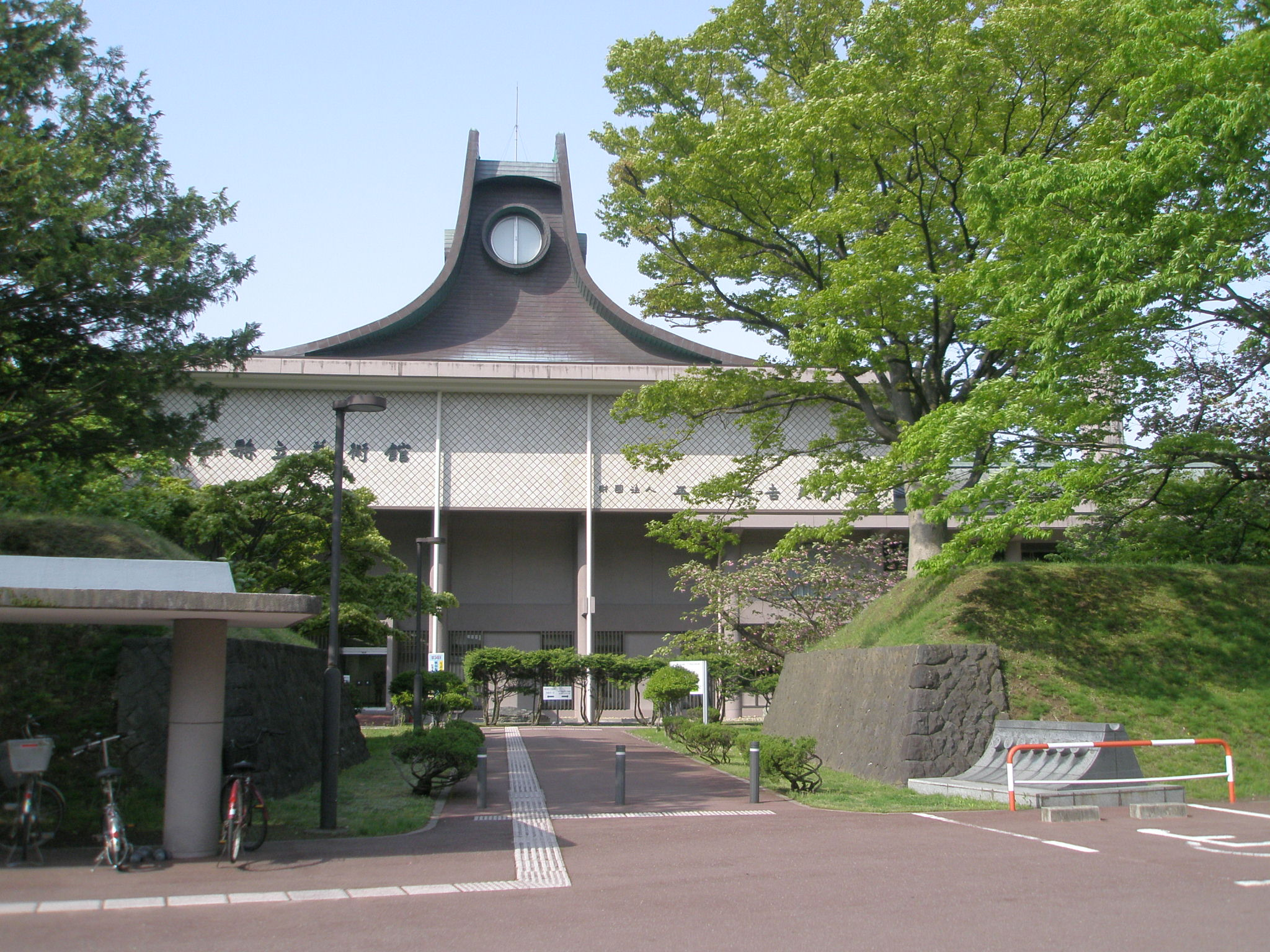
旧平野政吉美術館（2008年5月）

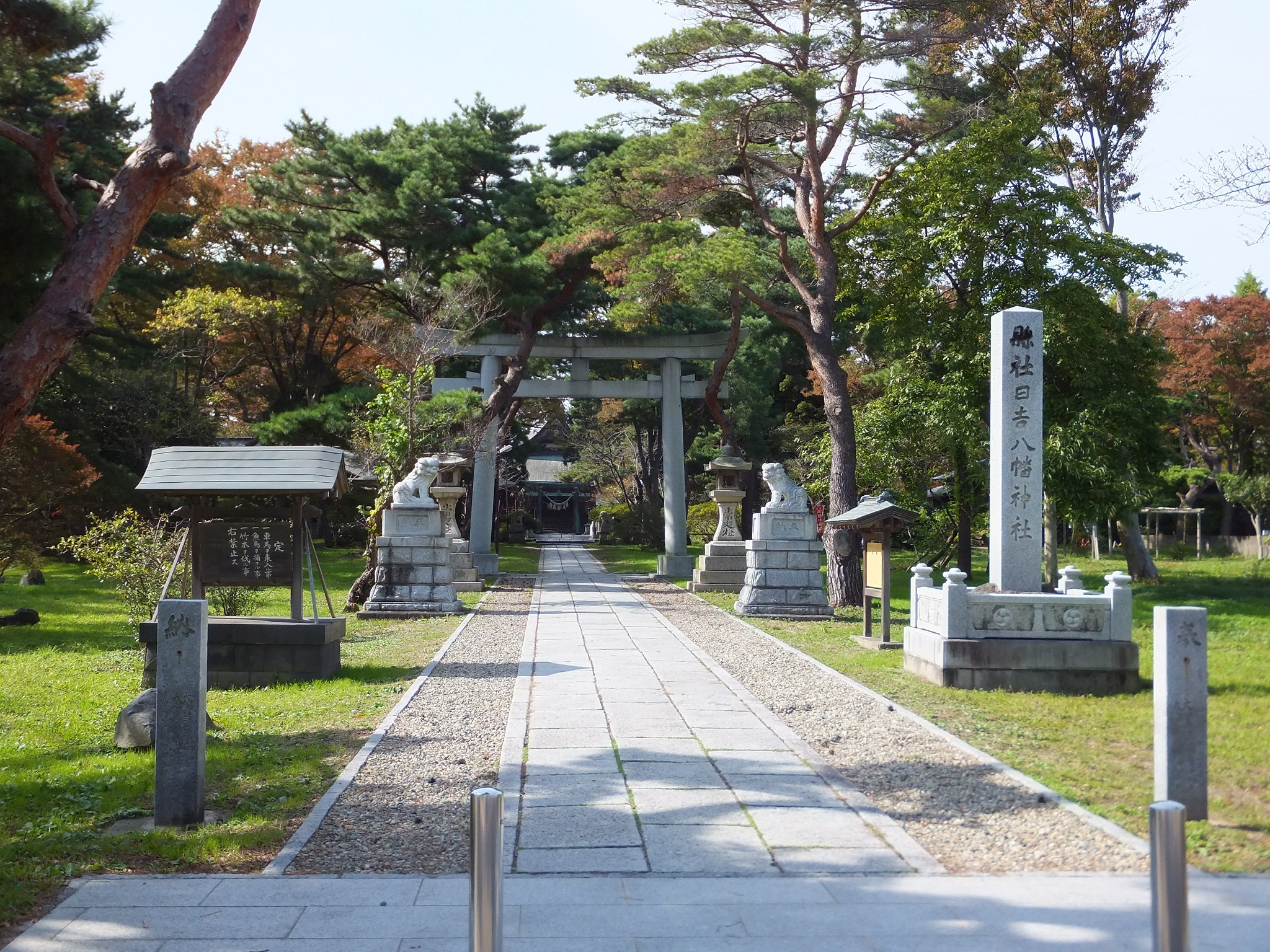
日吉八幡神社

秋田県立美術館 平野政吉コレクション（あきたけんりつびじゅつかん ひらのまさきちコレクション）は秋田県秋田市のエリアなかいち内にある美術館。
『秋田の行事』（1937年）をはじめ、1930年代を中心とした藤田嗣治（レオナール・フジタ）作品を多く収蔵しており、これら収蔵品の多くは藤田と交友のあった秋田の資産家、美術蒐集家である平野政吉（1895 - 1989)の蒐集によるものである。
2013年（平成25年）9月28日、近接する千秋公園内より旧秋田県立美術館（平野政吉美術館）が移転、再オープンして開館した。

## 概要
1967年（昭和42年）5月5日に開館の旧秋田県立美術館（平野政吉美術館）を前身とする。旧美術館の開館と同年に設立された公益財団法人平野政吉美術財団（旧・財団法人平野政吉美術館）によって運営されており、現在の美術館は2013年（平成25年）9月28日に、旧美術館から移転、再オープンしたものである。新美術館は安藤忠雄の設計によるもので、三角形をモチーフとして構成され、2階には千秋公園方向を望む水庭を有する。
2012年（平成24年）7月21日のエリアなかいち街びらきとともに暫定オープンし、当初は建物を無料開放、美術館の移転作業が始まる2013年（平成25年）8月まで企画展を中心に活用された。なお、2012年（平成24年）7月の暫定オープンから2013年（平成25年）9月の本格オープンまで約1年2ヵ月を要しているが、これは展示品を保護するために竣工直後のコンクリートから放出されるアルカリガスが発散し、建物内の空調が安定するまでの養生期間を必要としたためである。

## 施設構成
- 1階 - エントランスホール及び県民ギャラリー。エントランスホールは三角形の吹き抜け空間となっており、支柱のないらせん階段が特徴である。
- 2階 - 大壁画ギャラリー、ミュージアムラウンジ。2、3階吹き抜けの展示室に『秋田の行事』が展示されている。また、ミュージアムラウンジには千秋公園方向に面した水庭が設けられている。
- 3階 - 常設ギャラリー1・2。

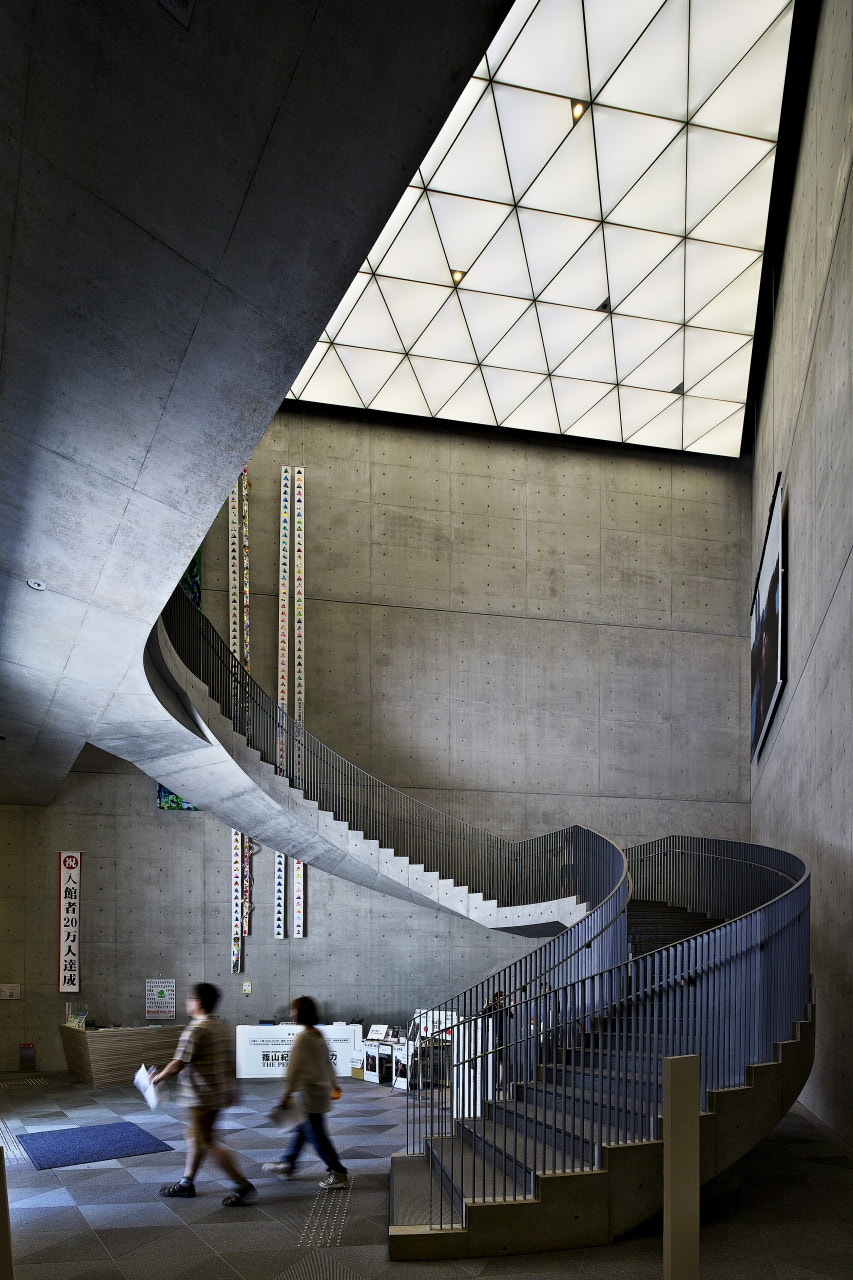
エントランスホールのらせん階段
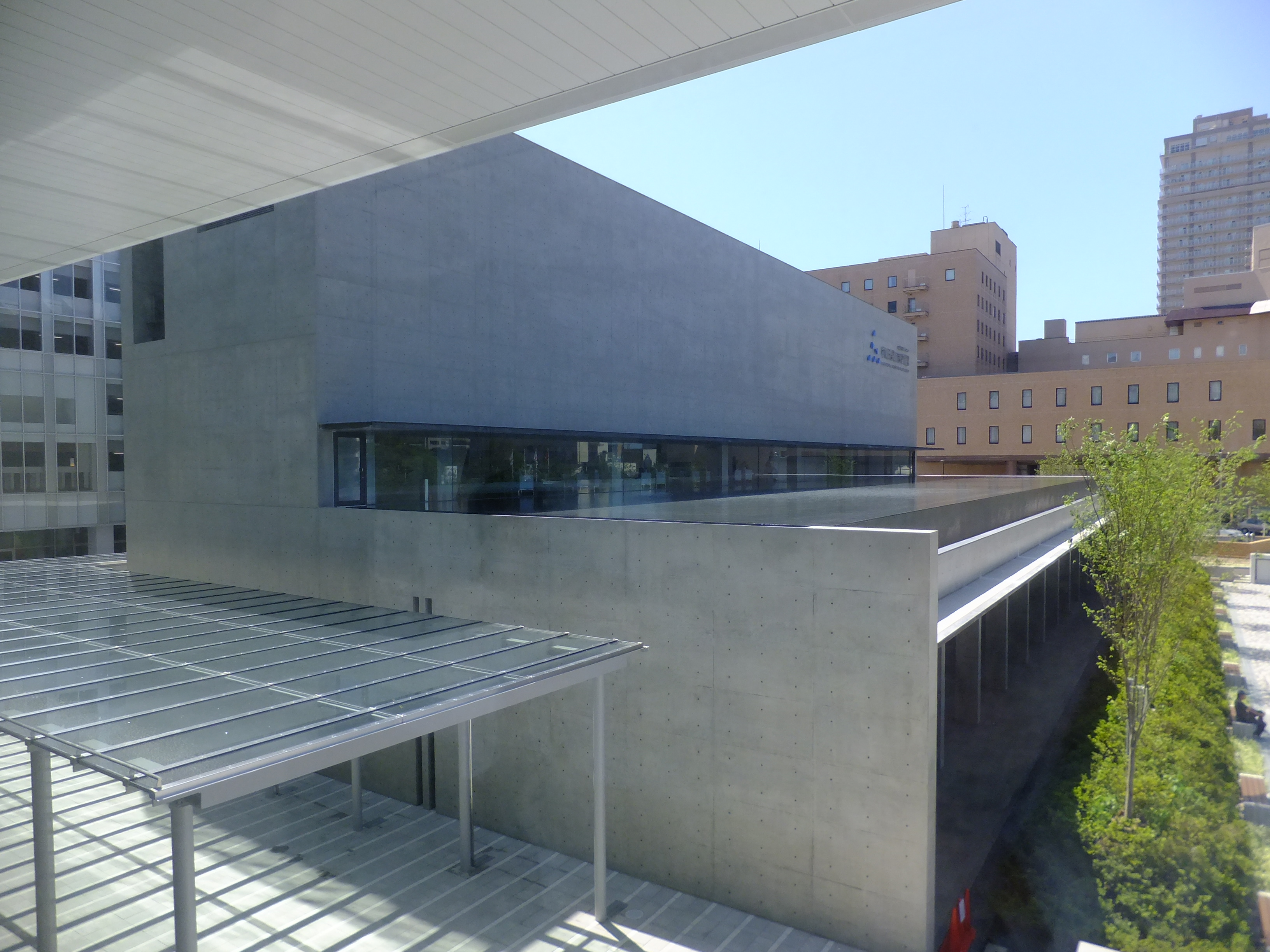
美術館の水庭
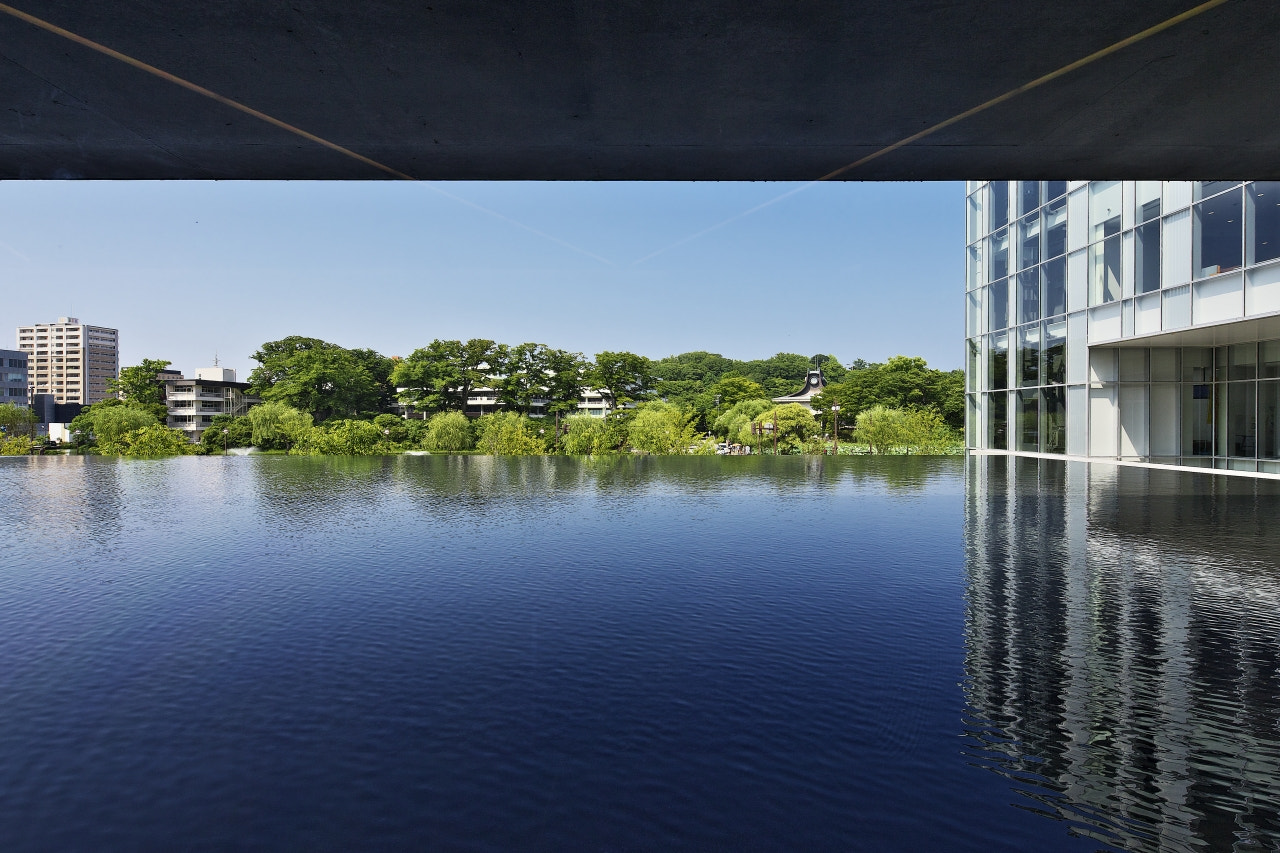
ミュージアムラウンジから見た旧美術館

## 旧美術館について
千秋公園内に位置し、現美術館とは広小路、中土橋を挟んで近接する、日本神殿型の屋根が特徴の建物である。美術館のシンボルである『秋田の行事』の展示に意が注がれ、藤田の指示により自然光を採光した礼拝堂のような空間が志向された。
建設にあたっては県と美術品を所蔵する財団法人平野政吉美術館の協力によって建設され、総工費約2億円のうち、5000万円が平野政吉個人の寄附によってまかなわれた。また館内は1階の美術ホールと、2・3階の上財団が所蔵する美術作品の展示室に大別され、入口も1階と2階にそれぞれ設けられていた。このため県民には一般に創作発表の貸し展示室として使用されていた1階美術ホールが秋田県立美術館、2階より上の常設展示室部分が平野政吉美術館と認識されていた。
美術館の移転にあたっては、所蔵されている作品群と美術館建物は一体不可分の芸術性を持つものとして、移転に反対する市民運動があり、各種メディアに取り上げられたほか、秋田県議会でも議論された。
なお、美術館移転後の現在の利用方法については未定であり、同じく千秋公園内にある秋田市立佐竹史料館の移転案があるものの、具体的な計画はまとまっていない。2015年（平成27年）9月に、建物を存続させる方針であり、改修を経て秋田市の文化施設として活用する方針が示された。当初、利活用にあたっては最大11億4,500万円の改修費が掛かる見込みとして、先行きを懸念する声もあったが、2018年（平成30年）に新たな運営管理計画を策定。翌2019年にはプレ事業・改修工事が開始され、2021年3月21日、秋田市文化創造館としてリニューアル・オープンした。

## 沿革
- 1967年（昭和42年）5月5日 - 秋田市千秋公園内に秋田県立美術館（平野政吉美術館）開館。
- 2000年（平成12年） - これまで県が行ってきた施設の維持管理及び美術ホールの貸出業務について秋田県総合公社に委託。
- 2006年（平成18年）4月1日 - 指定管理者制度実施により、財団法人平野政吉美術館が施設全体の維持管理を行うこととなる。
- 2011年（平成23年）
  - 6月27日 - 新美術館の名称を秋田県立美術館 平野政吉コレクションに決定[11]。
  - 10月31日 - 新美術館のシンボルマークとロゴタイプを制定[12]。
- 2012年（平成24年）4月1日 - 財団法人平野政吉美術館が公益財団法人平野政吉美術財団に名称を変更[1]。
  - 7月21日 - 近接する秋田市中通のエリアなかいち内に新県立美術館が竣工。旧美術館の収蔵品を移転し、本格オープンするまでの期間、新美術館の無料開放（一部の企画展は有料）が行われる。
  - 9月21日 - 本オープン予定日を2013年9月28日と表明[13]。
  - 10月14日 - 新美術館の入館者数が10万人に到達[14]。
- 2013年（平成25年）
  - 2月1日 - 新美術館の入館者数が20万人に到達[15]。
  - 6月30日 - 旧美術館における2、3階の常設展示を終了。
  - 8月26日 - 美術品の移転及び再オープンの準備のため、9月27日まで新美術館を休館。
  - 8月31日 - 深夜未明から早朝にかけて旧美術館から新美術館への『秋田の行事』の移動作業を行う[16]。9月2日まで新美術館への設置作業が続けられた。[17]
  - 9月1日 - 旧美術館における美術ホールの貸出を終了。もって旧美術館は閉館を迎えた。
  - 9月28日 - 新美術館が本オープンを迎えた。
- 2023年（令和5年）8月9日 - 入館者数が100万人を達成[18]。
- 2024年（令和6年）8月23日 - 入館者数が110万人を達成[19]。

## コレクション
当美術館の収蔵品は多くが平野政吉個人の蒐集によるものであり、601点が個人から財団への寄附を経て、美術館に収蔵されている。特に交友のあった藤田嗣治の作品を多く含み、1930年代の作品を中心に、素描を含め105点を収蔵する。現在では藤田のコレクションとして最も充実している美術館のひとつであるが、このほか藤田自身のコレクションである土偶や、ペルーをはじめとする中南米の資料など、161点が収蔵されていることも特徴である。藤田作品では下記の『秋田の行事』（1937年）をはじめ、『眠れる女』（1931年）、『五人女』（1935年）など、乳白色の肌の色で知られる藤田作品の特徴をよく伝える作品を有する。また、『ちんどん屋三人組』（1934年）は日本画の手法を取り入れた水彩画である。
このほか、『聖母子像』（作者不詳）など中世スペインの宗教画をはじめ、フランシスコ・デ・ゴヤの『闘牛技』（版画、1914年 - 1916年、34点）等の西洋絵画、小田野直武『秋菊図』等の初期日本洋風画、アントニオ・フォンタネージらの明治初期洋画、馬遠、蘇軾等の中国絵画、および写真類を収蔵する。

### 主な展示・収蔵品
【藤田嗣治作品】
- 『眠れる女』（1931年、油彩・キャンバス）
- 『カーナバルの後』（1932年、油彩・キャンバス）
- 『町芸人』（1932年、油彩・キャンバス）
- 『ちんどん屋三人組』（1934年、水彩・紙本）
- 『北平の力士』（1935年、油彩・キャンバス）
- 『五人女』（1935年、油彩・キャンバス）
- 『自画像』（1936年、油彩・キャンバス）
- 『吾が画室』（1936年、油彩・キャンバス）
- 『秋田の行事』（1937年、油彩・キャンバス）
- 『客人（糸満）』（1938年、油彩・キャンバス）

### 秋田の行事
大壁画『秋田の行事』（1937年）は、縦3.65m、横幅は実に20.5mにも及ぶ大作であり、当美術館のシンボル的な作品である。「秋田の全貌」をテーマに、竿燈や太平山三吉神社の梵天祭り、かまくらや秋田犬による犬ぞりなど、秋田の祭りや民俗が描かれている。「世界のフジタに世界一の大壁画を」との平野の要望に基づき、同家が所有する蔵をアトリエに、約半年に渡る取材を重ねて制作された。

## 幻の美術館
今日の美術館が建設される以前にも、日中戦争が本格化する以前に平野の支援による美術館の建設計画があった。1936年（昭和11年）にかつての妻マドレーヌを亡くした藤田に、平野が鎮魂のため建設を提案したという。1938年（昭和13年）に日吉八幡神社境内で着工したがすぐに中止され、以来その計画の詳細は不明となっていた。2012年秋に平野宅にて家族が青焼き図面を発見、藤田による施設の採光や展示室について指示されたメモも発見された。これら資料は調査が行われた上で複製が展示されている。

## アクセス

### 鉄道
- JR奥羽本線・羽越本線 秋田駅西口から西に徒歩で「ぽぽろーど」と「仲小路」を直進し約10分。（約700メートル）

### 路線バス
- 秋田中央交通、中心市街地循環バス（ぐるる）でJR秋田駅西口から「千秋公園入口」バス停下車、徒歩で約1分（広小路側：秋田駅からの一方通行）
- 中通一丁目または中通二丁目（中央通り側：秋田駅への一方通行）の各バス停が最寄り。